# Лагуна Мар Чикита (Буенос Айрес)
Вижте пояснителната страница за други значения на Мар Чикита.
Мар Чикита (на испански: Albúfera de Mar Chiquita) е уникална лагуна в Аржентина, част от биосферния резерват „Атлантически парк Мар Чикита“, обявен по програмата на ЮНЕСКО „Човекът и биосферата“, една от малкото от вида в света.
Намира се на брега на Атлантическия океан в пампасния регион Чако, провинция Буенос Айрес, само на 18 km от град Санта Клара дел Мар и на 30 km северно от Мар дел Плата. Захранва се от реки и потоци, извиращи от Сиера де Тандил и Балкарсе. Частично е защитена от морето с верига високи пясъчни дюни. Нарича се Мар чикита (албуфера), за да се отличи от друга лагуна, намираща се край голямото солено езеро Мар Чикита в провинция Кордоба в централната част на страната.

## Описание
Лагуната представлява огромно, постоянно водно пространство, издължено успоредно на брега на океана, достигащо до него с дълъг естествен проток. Дължината ѝ в посока север-юг е около 25 километра, ширината – 5 km, а общата площ, която заема, възлиза на 58 km2. Средната ѝ дълбочина е 80 cm, максималната – 1,5 m, а обемът на водата се изчислява на 36,8 hm3. Всяко колебание на нивото на водата променя значително дълбочината и общата ѝ площ. Формира истинско вътрешно море, което обяснява защо наименованието ѝ на испански означава „Малко море“.
Основните притоци на лагуната са реките Vivoratá и Dulce. В нея се вливат още Chico, De las Gallinas, Grande, De los Huesos и други. От всички потоци и реки, вливащи се в лагуната, постъпва голямо количество прясна вода, която се смесва със солената и създава условия за развитие на особена биосреда. Лагуната последователно се влива в океана или поема морска вода, в зависимост от приливите и отливите, което предизвиква промяна на съотношението прясна-солена вода в нея. От друга страна, поради малките приливни амплитуди при връзката лагуна-океан, влиянието на океанската вода е ограничено до няколко километра навътре от свързващия пролив. Солеността обикновено се увеличава през летния период поради по-високите количество изпарения на водата и намалява при продължителни и проливни дъждове. Понякога, при тежък дъждовен сезон, прииждащата вода избутва солената към по-ниските притоци и канали, особено към река Sotelo и даже към моста Celpa. Северното крайбрежие е преобладаващо сладководно, а южното, където се намира устието към океана - преобладаващо соленоводно. Поради всичко това цялата лагуна представлява един непрекъснат преход между две различни екосистеми - пресноводна и соленоводна. Изградена е система от изкуствени отводнителни канали, които допринасят за повърхностното отводняване на района.
Системата е деликатна, с огромно биоразнообразие и е единствена по рода си в Аржентина. Устията на реките са силно заблатени, виждат се няколко малки острова и бракични блата. Налице е също така и важен обмен на седименти, които влияят върху развитието на някои видове.
През някои години се достигат екстремни стойности на солеността на водата. Например наблюденията през 1977 година показват, че нивото на водата в лагуната се е увеличило над нормалното поради необичайното количество дъждове през годината и съответно концентрацията на сол във водите ѝ е намаляла, достигайки до 80 g/l при ниво, обикновено от 250 g/l. Още по-малка става тя през 1987 година, когато пада до едва 28 g/l.

## Атлантически парк Мар Чикита
Атлантическият парк е биосферен резерват, в чиито черти влиза и лагуната. Заема територии, очертани на 10 km от брега ѝ навътре в сушата. Представлява зона с голям екологичен интерес, тъй като предоставя много разнообразни условия за живот на една сравнително малка площ. Тук могат да се видят море, пясъчни плажове, голи дюни, дюни, обрасли с растителност, влажни ливади, пасища, сладководни и соленоводни лагуни, бракични и сладководни блата, сладководни потоци, реки, пампаси. Всичко това дава възможност за развитие на голямо количество и много разнообразни животински видове.
Крайбрежната екосистема е с най-високо ниво на риск по отношение на защитата ѝ. Това е така, защото представлява много богата междинна ивица между два различни екосистеми и подслонява многобройни морски и сухоземни животни и растения. Те са прекалено крехки и са изложени на по-голям риск от влошаване и деградация при малки промени в околната среда.

## Климат
Климатът в района е умерен, влажен, с валежи през цялата година и прохладно лято. Почвите са песъчливи и глинести, с местни вариации.

## Флора
Лагуната представлява интерфазна екосистема, чиито води в някои части са солени, а в близост до устията на реките – пресни. Морската биосфера се характеризира със зелени, червени и кафяви водорасли. Водите са богати на плаващи видове като водни лещи и водна папрат. Край бреговете преобладават ливади върху солени почви.
Част от територията около лагуната представлява влажна зона, а в устията на реките и в езерата растат стъблеобхващащ ръждавец и потопен роголистник. Крайбрежието е богато на пясъчни дюни, където растат тревистите Elionurus muticus, Poa lanuginosa и Panicum racemosum. Често се срещат и предпочитащи пясъка видове като зелен мирофилум (Myriophyllum). Някои от блатата са обрасли с папур и тръстика, а речните крайбрежия са богати на тамарикс (ракитовица). Бреговете са заети от естествени тревни съобщества, доминирани от коило и растения от рода Piptochaetum. Пампасите са образували обширни пасища, а околните гори са с преобладаващия местен дървесен вид Celtis spinosa.

## Фауна
Ниските и блатистите брегове предоставят храна и подслон за водолюбивите птици, риби и миди. Мястото е рай за наблюдателите на птици със 168 вида, част от които са мигриращи, включително фламинго. Разпределени са в 51 семейства – 14 вида Патицови, 13 вида Врабчоподобни, 12 вида Дъждосвирцови, 11 вида Чайкови, 10 вида Тъкачови и Пещаркови, Бекасови, Гмурецови, Чаплови, Дърдавцови, Водни кокошки и много други. Като цяло, районът може да се разглежда като две основни зони – южна с преобладаващи морски видове и северна, с доминиращи речни и континентална видове.
Предимството на областта е, че птиците живеят и мигрират в среда, която осигурява голяма площ с прясна вода. При по-обилни и продължителни дъждове част от блатата се заливат, което оказва влияние върху развитието на водолюбивите крайбрежни птици. Изчезват и по-ниските островчета, където част от птиците гнездят. Блатата в речните делти са изключително важни за голямото разнообразие от водолюбиви птици. В пикови моменти тук се събират 5000-6000 чилийско фламинго, около 250 000 чайки от вида Larus maculipennis и 500 000 екземпляра трицветен листоног. Срещат се още врабчоподобните сярна тиранова мухоловка (Pitangus sulphuratus) и ален тиран (Pyrocephalus rubinus), няколко вида пещарки. Лагуната е от значителен интерес за крайбрежните видове птици, които се срещат по време на миграция, например голям брегобегач, и речна рибарка.
Всяка година Мар Чикита се посещава от 38 вида прелетни птици от Северна и Южна Америка и районите, граничещи с Патагония. Сред мигриращите видове се различават следните четири групи:
- Летни мигранти – птици, които гнездят в Северна Америка и мигрират в Аржентина през южната пролет и лятото. Наблюдават се в района от края на август до май. Тази група включва 18 вида, от които 15 са дъждосвирци (канадски крайбрежен бекас, Tringa melanoleuca и т.н.), 2 вида Sternidae и селска лястовица.[5]

- Зимни мигранти – птици, гнездещи в Патагония, които пристигат през есента в централната и северната част на Аржентина и съседните страни. Достигат до лагуната между март и април и отлитат обратно през октомври. Това са 23 вида водолюбиви птици.[5]

- Лятно-есенни мигранти – включва само един вид от семейство Rynchopidae. Намира се в лагуната на многобройни ята от декември до юли.[5]

- Постоянно гнездящи в Аржентина субтропични птици – през пролетта и лятото гнездят в централните части на страната, а есента и зимата прекарват в северните области и в съседни страни. Групата обхваща 29 вида, които обитават Мар Чикита в периода между август и май.[5]

Биоразнообразието в лагуната е много богато, представено от различни видове мекотели, ракообразни и риби. Най-солената част на водите се обитава от полусухоземния рак Chasmagnathus granulatus, който играе важна роля в основата на хранителната верига. Във водите често се срещат ракообразни от вида Artemia Salina, чийто брой намалява при промяна на солеността на лагуната. Интересен е тръбовидният морски червей от вида Ficopomatus enigmaticus, изграждащ рифове, съставени от малките му тръбички. Това са огромни конгломерати, които могат да станат опасни при намалена видимост.
В лагуната има и над 55 вида риби, което я прави популярно място за риболов. Това е едно от най-богатите на писия водни пространства в страната. Може да се срещне рибата от вида Pogonias cromis, която прониква дълбоко във вътрешността на лагуната в търсене на раци, любима нейна храна. Друга интересна риба е Odontesthes bonariensis, която обитава крайбрежните води и привлича многобройни рибари през зимата. В плитчините се среща кефал от вида Mugil brasiliensis, който се храни с растителни остатъци, планктон и водорасли. Водите са богати на морски костур, кефал, скумрия, камбала и други.
Бозайниците в околността са представени от дива котка, котка на Жофроа, капибара, туко-туко (Ctenomys), голям четинест броненосец, деветопоясен броненосец, морско свинче, сива и пампасна лисица и още много други.

## Население
По данни от 1995 година биосферният резерват е обитаван от над 400 души, ангажирани с отглеждане на едър рогат добитък, селскостопански дейности, търговия и туризъм. Резерватът се посещава от около 900 туриста годишно, най-вече от Буенос Айрес. От южната страна на лагуната е разположено малко курортно селище.

## История
На 11 юни 1934 година, по време на силна буря и дъжд, в лагуната пада малък пътнически самолет тип Форд 5-AT-C Тримотор на компанията „Панагра“ с 10 души на борда, 6 от които загиват.
В периода между 1968 и 1972 година територията е използвана за изстрелване на суборбитални апарати. Оттук са изстреляни осем изследователски ракети от вида Аркас, две ракети от типа Орион-1 и една ракета тип Дракон.

## Туризъм
Всички посещения на лагуната се организират от центъра CAV (Centro de Interpretación de la Naturaleza). В района около резервата могат да се намерят много къмпинги, хотели, ресторанти, спа-центрове, бензиностанции, водачи, развлечения, и други.
Туризмът в лагуната е свързан главно със спортния риболов и е известна дестинация за любителите на този спорт. Известен е като едно от най-добрите места в Аржентина за риболов на писия. Тук са ловени екземпляри с размери до 12 kg. По-малко разпространен, но много интересен е риболовът на кефал от вида Mugil brasiliensis, предизвикващ рибарите с непредсказуемото си поведение и сила, а борбата с него прави лова на тази риба особено емоционален.

## Екология
При изследвания във водите на лагуната са открити разтворени кадмий и цинк с концентрация, надвишаваща допустимите норми и действащи токсично върху обитателите ѝ. По-високата соленост резултира в по-ниско ниво на токсичността, като този ефект е по-силен при кадмия и по-слаб при цинка.